# Богатич (Промина)
Богатич (хорв. Bogatić) — населений пункт у Хорватії, у Шибеницько-Книнській жупанії у складі громади Промина.

## Населення
Населення за даними перепису 2011 року становило 24 осіб.
Динаміка чисельності населення поселення:

## Клімат
Середня річна температура становить 14,12 °C, середня максимальна – 28,85 °C, а середня мінімальна – -0,17 °C. Середня річна кількість опадів – 816 мм.
| Клімат поселення                              | Клімат поселення | Клімат поселення | Клімат поселення | Клімат поселення | Клімат поселення | Клімат поселення | Клімат поселення | Клімат поселення | Клімат поселення | Клімат поселення | Клімат поселення | Клімат поселення | Клімат поселення |
| Показник                                      | Січ.             | Лют.             | Бер.             | Квіт.            | Трав.            | Черв.            | Лип.             | Серп.            | Вер.             | Жовт.            | Лист.            | Груд.            |                  |
| Середній максимум, °C                         | 10,24            | 11,19            | 14,10            | 17,52            | 22,54            | 26,32            | 28,85            | 28,52            | 24,02            | 19,40            | 13,95            | 10,75            |                  |
| Середня температура, °C                       | 5,04             | 5,98             | 8,90             | 12,32            | 17,32            | 21,12            | 24,39            | 24,06            | 19,56            | 14,96            | 9,48             | 6,29             |                  |
| Середній мінімум, °C                          | −0,17            | 0,78             | 3,68             | 7,11             | 12,13            | 15,93            | 19,94            | 19,60            | 15,10            | 10,50            | 5,03             | 1,83             |                  |
| Норма опадів, мм                              | 70               | 63               | 68               | 72               | 59               | 57               | 34               | 48               | 78               | 85               | 99               | 83               |                  |
| Середньомісячна швидкість вітру, м/с          | 2.03             | 2.23             | 2.46             | 2.41             | 2.14             | 1.92             | 1.94             | 1.78             | 1.88             | 1.93             | 2.30             | 2.24             |                  |
| Середньомісячна сонячна радіація, кДж/м²·день | 5257             | 7998             | 11651            | 16379            | 20319            | 22881            | 24497            | 21418            | 15938            | 10266            | 5706             | 4501             |                  |
| --------------------------------------------- | ---------------- | ---------------- | ---------------- | ---------------- | ---------------- | ---------------- | ---------------- | ---------------- | ---------------- | ---------------- | ---------------- | ---------------- | ---------------- |
| Джерело:                                      |                  |                  |                  |                  |                  |                  |                  |                  |                  |                  |                  |                  |                  |